# Solenopsis angulata
Solenopsis angulata es una especie de hormiga del género Solenopsis, subfamilia Myrmicinae.